# Xenoplatyura taiensis
Xenoplatyura taiensis är en tvåvingeart som beskrevs av Loïc Matile 1988. Xenoplatyura taiensis ingår i släktet Xenoplatyura och familjen platthornsmyggor.
Artens utbredningsområde är Elfenbenskusten. Inga underarter finns listade i Catalogue of Life.